# Champions of Anteria
Champions of Anteria est un jeu vidéo de stratégie en temps réel développé par Ubisoft Blue Byte et édité par Ubisoft, sorti en 2016 sur Windows.

## Accueil
- Jeuxvideo.com : 13/20[1]